# Seznam tramvajových linek v Bratislavě

Mapa tramvajových linek v současnosti

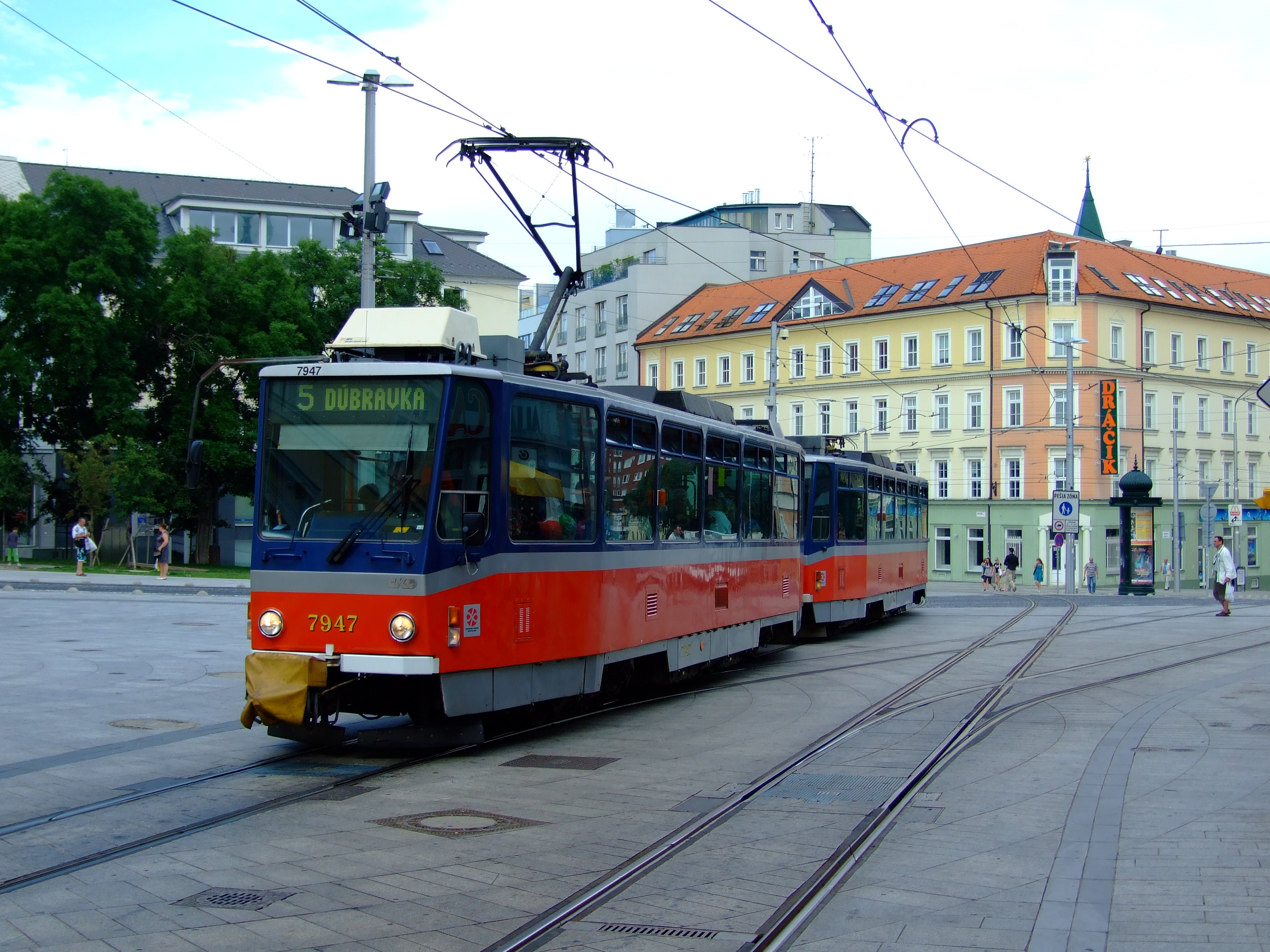
Tramvaj typu T6A5 linky 5 směřující do Dúbravky

Seznam linek tramvajové dopravy v Bratislavě obsahuje linky od vzniku bratislavské tramvajové sítě v roku 1895 až po současnost. Zpočátku se linky označovaly názvy tratí, na kterých tramvaje jezdily, až v roce 1911 se zavedlo označování linek písmeny (A–E). Číselné označení bylo zavedeno 1. ledna 1944, tehdy byly tramvajové linky A, B a C přeznačeny na linky 1, 2 a 3.

## Denní linky
Stav k říjnu 2023. Barvy linek odpovídají označením v jízdních řádech a dopravních schématech Dopravního podniku Bratislava.

### Běžné linky
| Č. | Konečné zastávky                                    | Trasa linky |
| -- | --------------------------------------------------- | --- |
| 1  | Hlavná stanica – Petržalka, Jungmannova             | - ve směru Petržalka, Jungmannova: Hlavná stanica, Pod stanicou, Úrad vlády SR, STU, Vysoká, Poštová, Centrum, Šafárikovo nám., Sad Janka Kráľa, Farského, Jungmannova - ve směru Hlavná stanica: Jungmannova, Farského, Sad Janka Kráľa, Šafárikovo nám., Centrum, Poštová, Vysoká, STU, Úrad vlády SR, Pod stanicou, Hlavná stanica |
| 3  | Rača, Komisárky – Petržalka, Jungmannova            | - ve směru Petržalka, Jungmannova: Komisárky, Púchovská, Záhumenice, Detvianska, Hybešova, Hečkova, Černockého, Pekná cesta, Malokrasňanská, Depo Krasňany, Stn. Vinohrady, Nám. Biely kríž, Mladá garda, Riazanská, Pionierska, Ursínyho, Račianske mýto, Blumentál, Americké nám., Mariánska, Centrum, Šafárikovo nám., Sad Janka Kráľa, Farského, Jungmannova - ve směru Rača, Komisárky: Jungmannova, Farského, Sad Janka Kráľa, Šafárikovo nám., Centrum, Špitálska, Americké nám., Blumentál, Račianske mýto, Ursínyho, Pionierska, Riazanská, Mladá garda, Nám. Biely kríž, Stn. Vinohrady, Depo Krasňany, Malokrasňanská, Pekná cesta, Černockého, Hečkova, Hybešova, Detvianska, Záhumenice, Púchovská, Komisárky |
| 4  | Dúbravka, Pri kríži – Depo Jurajov dvor             | - ve směru Dúbravka, Pri kríži: Depo Jurajov dvor, Magnetová, Odborárska / (Stn. Nové Mesto), Kuchajda, MiÚ Nové Mesto, Nová doba, Česká, Trnavské mýto, Krížna, Americké nám., Mariánska, Centrum, Jesenského, Nám. Ľ. Štúra, Most SNP, Chatam Sófer, Kráľovské údolie, Lanfranconi, Botanická záhrada, Riviéra, Segnerova, Nad lúčkami, Nám. sv. Františka, Borská, Kútiky, Dolné Krčace, Horné Krčace, Záluhy, Švantnerova, Alexyho, Drobného, Podvornice, Pri kríži - ve směru Depo Jurajov dvor: Pri kríži, Podvornice, Drobného, Alexyho, Švantnerova, Záluhy, Horné Krčace, Dolné Krčace, Kútiky, Borská, Nám. sv. Františka, Nad lúčkami, Segnerova, Riviéra, Botanická záhrada, Lanfranconi, Kráľovské údolie, Chatam Sófer, Most SNP, Šafárikovo nám., Centrum, Mariánska, Americké nám., Krížna, Trnavské mýto, Česká, Nová doba, MiÚ Nové Mesto, Kuchajda, (Stn. Nové Mesto) / Odborárska, Magnetová, Depo Jurajov dvor |
| 7  | (Rača, Komisárky) – Stn. Vinohrady – Hlavná stanica | - ve směru Hlavná stanica: (Komisárky, Púchovská, Záhumenice, Detvianska, Hybešova, Hečkova, Černockého, Pekná cesta, Malokrasňanská, Depo Krasňany), Stn. Vinohrady, Nám. Biely kríž, Mladá garda, Riazanská, Pionierska, Ursínyho, Račianske mýto, Blumentál, STU, Úrad vlády SR, Pod stanicou, Hlavná stanica - ve směru Rača, Komisárky: Hlavná stanica, Pod stanicou, Úrad vlády SR, Blumentál, Račianske mýto, Ursínyho, Pionierska, Riazanská, Mladá garda, Nám. Biely kríž, Stn. Vinohrady, (Depo Krasňany, Malokrasňanská, Pekná cesta, Černockého, Hečkova, Hybešova, Detvianska, Záhumenice, Púchovská, Komisárky) |
| 9  | Ružinov, Astronomická – Karlova Ves, Kútiky         | - ve směru Karlova Ves, Kútiky: Astronomická, Chlumeckého, Súmračná, Tomášikova, Herlianska, Nemocnica Ružinov, Líščie nivy, Saleziáni, Trnavské mýto, Krížna, Americké nám., Mariánska, Centrum, Kapucínska, Kráľovské údolie, Lanfranconi, Botanická záhrada, Riviéra, Segnerova, Nad lúčkami, Nám. sv. Františka, Borská, Kútiky - ve směru Ružinov, Astronomická: Kútiky, Borská, Nám. sv. Františka, Nad lúčkami, Segnerova, Riviéra, Botanická záhrada, Lanfranconi, Kráľovské údolie, Kapucínska, Centrum, Mariánska, Americké nám., Krížna, Trnavské myto, Saleziáni, Líščie nivy, Nemocnica Ružinov, Herlianska, Tomášikova, Súmračná, Chlumeckého, Astronomická |

### Dočasné linky
Dočasné linky jsou v provozu jenom během nějaké výluky nebo v den otevřených dveří v depu.
| Č.  | Konečné zastávky                                   | Trasa |
| --- | -------------------------------------------------- | --- |
| 3/9 | Ružinov, Astronomická – Centrum – Rača, Komisárky  | - ve směru Rača, Komisárky: Astronomická, Chlumeckého, Súmračná, Tomášikova, Herlianska, Nemocnica Ružinov, Líščie nivy, Saleziáni, Trnavské mýto, Krížna, Blumentál, Vysoká, Poštová, Centrum, Centrum, Špitálska, Americké nám., Blumentál, Račianske mýto, Ursínyho, Pionierska, Riazanská, Mladá garda, Nám. Biely kríž, Stn. Vinohrady, Depo Krasňany, Malokrasňanská, Pekná cesta, Černockého, Hečkova, Hybešova, Detvianska, Záhumenice, Púchovská, Komisárky - ve směru Ružinov, Astronomická Komisárky, Púchovská, Záhumenice, Detvianska, Hybešova, Hečkova, Černockého, Pekná cesta, Malokraňanská, Depo Krasňany, Stn. Vinohrady, Nám. Biely kríž, Mladá garda, Riazanská, Pionierska, Ursínyho, Račianske mýto, Blumentál, Americké nám., Mariánska, Centrum, Centrum, Poštová, Vysoká, Blumentál, Krížna, Trnavské myto, Saleziáni, Líščie nivy, Nemocnica Ružinov, Herlianska, Tomášikova, Súmračná, Chlumeckého, Astronomická |
| 10  | Depo Jurajov dvor – Nám. Ľ. Štúra                  | - ve směru Nám. Ľ. Štúra: Depo Jurajov dvor, Magnetová, Odborárska, Kuchajda, MiÚ Nové Mesto, Nová doba, Česká, Trnavské mýto, Krížna, Americké nám., Mariánska, Jesenského, Nám. Ľ. Štúra - ve směru Jurajov dvor Nám. Ľ. Štúra, Šafárikovo nám., Centrum, Mariánska, Americké nám., Krížna, Trnavské mýto, Česká, Nová doba, MiÚ Nové Mesto, Kuchajda, Odborárska, Magnetová, Depo Jurajov dvor |
| 17  | Ružinov, Astronomická – Vazovova – Rača, Komisárky | - ve směru Rača, Komisárky: Astronomická, Chlumeckého, Súmračná, Tomášikova, Herlianska, Nemocnica Ružinov, Líščie nivy, Saleziáni, Trnavské mýto, Krížna, Vazovova, Račianske mýto, Ursínyho, Pionierska, Riazanská, Mladá garda, Nám. Biely kríž, Stn. Vinohrady, Depo Krasňany, Malokrasňanská, Pekná cesta, Černockého, Hečkova, Hybešova, Detvianska, Záhumenice, Púchovská, Komisárky - ve směru Ružinov, Astronomická: Komisárky, Púchovská, Záhumenice, Detvianska, Hybešova, Hečkova, Černockého, Pekná cesta, Malokrasňanská, Depo Krasňany, Stn. Vinohrady, Nám. Biely kríž, Mladá garda, Riazanská, Pionierska, Ursínyho, Račianske mýto, Krížna, Trnavské myto, Saleziáni, Líščie nivy, Nemocnica Ružinov, Herlianska, Tomášikova, Súmračná, Chlumeckého, Astronomická |
| X6  | Riviéra – Centrum                                  | - ve směru Centrum Riviéra, Botanická záhrada, Lanfranconi, Kráľovské údolie, Chatam Sófer, Nový most (Most SNP), Šafárikovo nám., Centrum - ve směru Riviéra Centrum, Kapucínska, Park kultúry, Lanfranconi, Botanická záhrada, Riviéra |

## Noční linky
| Č.  | Konečné zastávky                             | Trasa |
| --- | -------------------------------------------- | --- |
| N5  | Rača, Komisárky – Dúbravka, Pri kríži        | - ve směru Dúbravka, Pri kríži: Komisárky, Púchovská, Záhumenice, Detvianska, Hybešova, Hečkova, Černockého, Pekná cesta, Malé Krasňany, Vozovňa Krasňany, ŽST Vinohrady, Nám. Biely kríž, Mladá garda, Riazanská, Pionierska, Ursínyho, Račianske mýto, Blumentál, STU, Vysoká, Poštová, Kapucínska, Park kultúry, Lafranconi, Botanická záhrada, Molecova, Jurigovo nám., Segnerova, Nad lúčkami, MiÚ Karlova Ves, Borská, Karlova Ves, Dolné Krčace, Horné Krčace, Damborského, Švantnerova, Alexyho, Drobného, OD Saratov, Pri kríži - ve směru Rača, Komisárky: Pri kríži, OD Saratov, Drobného, Alexyho, Švantnerova, Damborského, Horné Krčace, Dolné Krčace, Karlova Ves, Borská, MiÚ Karlova Ves, Nad lúčkami, Segnerova, Jurigovo nám., Molecova, Botanická záhrada, Lafranconi, Park kultúry, Kapucínska, Poštová, Vysoká, Blumentál, Račianske mýto, Ursínyho, Pionierska, Riazanská, Mladá garda, Nám. Biely kríž, ŽST Vinohrady, Vozovňa Krasňany, Malé Krasňany, Pekná cesta, Černockého, Hečkova, Hybešova, Detvianska, Záhumenice, Púchovská, Komisárky |
| N8  | Ružinov, Astronomická – Staré Mesto, Centrum | - ve směru Staré Mesto, Centrum: Astronomická, Chlumeckého, Súmračná, Tomášikova, Herlianska, Nemocnica Ružinov, Líščie nivy, Saleziáni, Trnavské mýto, Krížna, Blumentál, Vysoká, Poštová - ve směru Ružinov, Astronomická Mariánska, Centrum, Poštová, Vysoká, Blumentál, Krížna, Trnavské mýto, Saleziáni, Líščie nivy, Nemocnica Ružinov, Herlianska, Tomášikova, Súmračná, Chlumeckého, Astronomická |
| N10 | Depo Jurajov dvor – Staré Mesto, Centrum     | - ve směru Staré Mesto, Centrum: Depo Jurajov dvor, Magnetová, Odborárska, Kuchajda, MiÚ Nové Mesto, Nová doba, Česká, Trnavské mýto, Krížna, Americké nám., Mariánska - ve směru Vozovňa Jurajov dvor: Poštová, Centrum, Mariánska, Americké nám., Krížna, Trnavské mýto, Česká, Nová doba, MiÚ Nové Mesto, Kuchajda, Odborárska, Magnetová, Depo Jurajov dvor |

## Zrušené linky
| Č. | Konečné zastávky                      |
| -- | ------------------------------------- |
| 2z | Savoy – Zátišie                       |
| 10 | Jurajov dvor – Nám. Ľ. Štúra          |
| 11 | Nám. Ľ. Štúra – Komisárky             |
| 12 | Pri kríži – Šafárikovo nám.           |
| 13 | Hlavná stanica – Nám. Ľ. Štúra        |
| 14 | Astronomická – Nám. Ľ. Štúra          |
| 15 | Dúbravka-Hanulova – Dúbravka-Hanulova |
| 16 | Komisárky – Astronomická              |
| 17 | Karlova Ves – ŽST Vinohrady           |

Následující linky jsou od 22. června 2019 dočasně mimo provoz z důvodu výluky v Dúbravce.
| Č. | Konečné zastávky                      | Trasa linky |
| -- | ------------------------------------- | --- |
| 5  | Dúbravka, Pri kríži – Rača, Komisárky | - ve směru Dúbravka, Pri kríži: Komisárky, Púchovská, Záhumenice, Detvianska, Hybešova, Hečkova, Černockého, Pekná cesta, Malé Krasňany, Vozovňa Krasňany, ŽST Vinohrady, Nám. Biely kríž, Mladá garda, Riazanská, Pionierska, Ursínyho, Račianske mýto, Blumentál, STU, Vysoká, Poštová, Kapucínska, Park kultúry, Lafranconi, Botanická záhrada, Molecova, Jurigovo nám., Segnerova, Nad lúčkami, MiÚ Karlova Ves, Borská, Karlova Ves, Dolné Krčace, Horné Krčace, Damborského, Švantnerova, Alexyho, Drobného, OD Saratov, Pri kríži - ve směru Rača, Komisárky: Pri kríži, OD Saratov, Drobného, Alexyho, Švantnerova, Damborského, Horné Krčace, Dolné Krčace, Karlova Ves, Borská, MiÚ Karlova Ves, Nad lúčkami, Segnerova, Jurigovo nám., Molecova, Botanická záhrada, Lafranconi, Park kultúry, Kapucínska, Poštová, Vysoká, Blumentál, Račianske mýto, Ursínyho, Pionierska, Riazanská, Mladá garda, Nám. Biely kríž, ŽST Vinohrady, Vozovňa Krasňany, Malé Krasňany, Pekná cesta, Černockého, Hečkova, Hybešova, Detvianska, Záhumenice, Púchovská, Komisárky |
| 6  | Karlova Ves – Šafárikovo nám.         | - ve směru Karlova Ves: Šafárikovo nám., Jesenského, Nám. Ľ. Štúra, Nový most (Most SNP), Chatam Sófer, Park kultúry, Lafranconi, Botanická záhrada, Molecova, Jurigovo nám., Segnerova, Nad lúčkami, MiÚ Karlova Ves, Borská, Karlova Ves - ve směru Šafárikovo nám.: Karlova Ves, Borská, MiÚ Karlova Ves, Nad lúčkami, Segnerova, Jurigovo nám., Molecova, Botanická záhrada, Lafranconi, Park kultúry, Chatam Sófer, Nový most (Most SNP), Šafárikovo nám. |
| 8  | Ružinov, Astronomická – Nám. Ľ. Štúra | - ve směru Nám. Ľ. Štúra: Astronomická, Chlumeckého, Súmračná, Tomášikova, Herlianska, Nemocnica Ružinov, Líščie nivy, Saleziáni, Trnavské mýto, Krížna, Blumentál, Vysoká, Poštová, Nám. SNP, SND, Nám. Ľ. Štúra - ve směru Ružinov, Astronomická: Nám. Ľ. Štúra, Šafárikovo nám., Nám. SNP, Poštová, Vysoká, Blumentál, Krížna, Trnavské myto, Saleziáni, Líščie nivy, Nemocnica Ružinov, Herlianska, Tomášikova, Súmračná, Chlumeckého, Astronomická |

Následující linka je od 19. prosince 2019 dočasně mimo provoz z důvodu otevření Karloveské radiály.
| Č. | Konečné zastávky                | Trasa linky |
| -- | ------------------------------- | --- |
| 2  | Hlavná stanica – ŽST Nové Mesto | - ve směru ŽST Nové Mesto: Hlavná stanica, Nám. Franza Liszta, Úrad vlády SR, Blumentál, Krížna, Trnavské mýto, Odbojárov, Nová doba, MiÚ Nové Mesto, Zátišie, ŽST Nové Mesto - ve směru Hlavná stanica: ŽST Nové Mesto, Zátise, MiÚ Nové Mesto, Nová doba, Odbojárov, Trnavské mýto, Krížna, Blumentál, STU, Úrad vlády SR, Nám. Franza Liszta, Hlavná stanica |

## Historické seznamy linek
K 27. srpnu 1895:
| Konečné zastávky       |
| ---------------------- |
| Marcalvám – Vitéz utca |

K 19. červenci 1909:
| Linka | Konečné zastávky                           |
| ----- | ------------------------------------------ |
| HL    | Hlavná stanica – Vitézova ulica            |
| KL    | Hydinový trh – Filiálna stanica            |
| VTKIT | Námestie Kráľa Ľudovíta – Tabaková továreň |
| PL    | Hotel červený vôl – Novomestská stanica    |

Dne 17. listopadu 2019 byla v provozu speciální historická linka N89 připomínající sametovou revoluci v roce 1989. Písmeno N vychází ze slovenského označení nežná revolúcia.
| Č.  | Konečné zastávky            | Trasa |
| --- | --------------------------- | --- |
| N89 | SND (Jesenského) – Vazovova | - ve směru Vazovova: SND (Jesenského), Námestie SNP, Poštová, Vysoká, Floriánske nám., Vazovova - ve směru SND (Jesenského): Vazovova, Americké námestie, Špitálska, Námestie SNP, Kapucínska, Nový most (Most SNP), SND (Jesenského) |